# Diversidad sexual en Saba
Los derechos de lesbianas, gays, bisexuales y transgénero (LGBT) en Saba son muy progresistas según los estándares caribeños. Saba forma parte del Caribe Neerlandés y es un municipio especial de los Países Bajos. Tanto la actividad sexual masculina como femenina entre personas del mismo sexo son legales en Saba, y el matrimonio y la adopción entre personas del mismo sexo son legales desde 2012. Además, la discriminación por motivos de "orientación heterosexual y homosexual" está prohibida.

## Ley sobre la actividad sexual entre personas del mismo sexo
La actividad sexual entre personas del mismo sexo es legal en Saba desde 1869, con la entrada en vigencia del Código Penal de las Antillas Neerlandesas.

## Reconocimiento de las relaciones entre personas del mismo sexo
El matrimonio entre personas del mismo sexo en Saba se legalizó tras la entrada en vigor de una ley que permite a las parejas del mismo sexo contraer matrimonio el 10 de octubre de 2012.
El primer matrimonio entre personas del mismo sexo se produjo el 4 de diciembre de 2012 entre Xiomar Gonzales Cedeño Ruis e Israel Ruis Gonzales de Aruba y Venezuela, respectivamente. Una segunda pareja de Curazao se casó ese mismo mes.

## Protecciones contra la discriminación
El Código Penal BES (en neerlandés: Wetboek van Strafrecht BES), que se aplica a Saba y las islas de Bonaire y San Eustaquio, tipifica como delito la discriminación por motivos de "orientación heterosexual y homosexual". El artículo 144 prevé sanciones que van desde multas hasta dos años de prisión.
Además, a Saba se le aplica el artículo 1 de la Constitución de los Países Bajos. El artículo dice: "Todas las personas en los Países Bajos serán tratadas por igual en iguales circunstancias. No se permitirá la discriminación por motivos de religión, creencias, opiniones políticas, raza o sexo o por cualquier otro motivo".
El Instituto Holandés de Derechos Humanos (en neerlandés: College voor de Rechten van de Mens) es un instituto de investigación que "protege, promueve y supervisa los derechos humanos". El instituto, creado por ley en 2010, trabaja en los Países Bajos europeos y también en los Países Bajos caribeños.

## Condiciones de vida
Debido a la muy pequeña población de Saba, no hay lugares ni bares gay. Sin embargo, muchas empresas, hoteles y restaurantes de la isla se anuncian como "gay-friendly".
Saba se describe a menudo como "la isla más gay de todo el Caribe". La isla es conocida por su mentalidad de "vive y deja vivir", donde la discriminación contra las personas LGBT es casi completamente inaudita. En 2012, una pareja del mismo sexo que vive en Saba dijo que la isla es perfecta "para viajeros homosexuales que no buscan un ambiente de fiesta". Hay varios funcionarios homosexuales en Saba, incluido Carl Buncamper, miembro del Consejo Insular de Saba, y Glenn Holm, director retirado de la Oficina de Turismo de Saba.